# Административно деление на Екваториална Гвинея
Екваториална Гвинея се разделя на 7 провинции:
1. Анобон
2. Северна Биоко
3. Южна Биоко
4. Южна Централна провинция
5. Кие-Нтем
6. Литорал
7. Уеле-Нзас